# Bayersk bjergschweisshund
Bayersk bjergschweisshund er en jagthund af gruppen af schweisshunde, og er nært beslægtet og en lettere udgave af hannoveransk schweisshund.